# Przewlekłe białaczki limfatyczne
Przewlekłe białaczki limfatyczne (łac. lymphadenosis leucaemica chronica, ang. chronic lymphocytic leukemia lub chronic lymphoid leukemia), określana także skrótem LLC i CLL (częściej) - grupa chorób hematologicznych należących do klonalnych chorób limfoproliferacyjnych. Występują głównie u osób starszych po 60 roku życia. Częściej u mężczyzn niż u kobiet. Mają łagodniejszy przebieg niż reszta odmian białaczek i przy dobrej odpowiedzi na leczenia rokują kilkunastoletnie przeżycie.
Objawiają się powiększeniem węzłów chłonnych, wątroby, śledziony, zmęczeniem, osłabieniem, niedokrwistością, dusznością, obrzękiem kostek, wysypką. Niekiedy mogą nie dawać żadnych objawów, szczególnie na początku choroby. W końcowym okresie występują nacieki nowotworowe prawie we wszystkich narządach, a chory umiera z powodu niedokrwistości, skazy krwotocznej i powikłań. Dochodzi do rozplemu (rozrostu klonalnego) limfocytów i limfoblastów.
Do przewlekłych białaczek limfatycznych należą:
- przewlekła białaczka limfocytowa B-komórkowa/chłoniak z małych komórek B, w tym:
  - białaczka włochatokomórkowa
  - białaczka prolimfocytowa B-komórkowa
- białaczka prolimfocytowa T-komórkowa
- białaczki z dużych ziarnistych limfocytów T i NK